# Мисс Никарагуа
Мисс Никарагуа национальный конкурс красоты в Никарагуа в котором участвуют профессиональные модели. Финал конкурса обычно проходит в Teatro Nacional Rubén Darío. Победительница получает корону конкурса. Конкурс проходит с 1955 года и представляет страну на конкурсе Мисс Вселенная и Мисс Интернешнл.

## Участницы
Участницы конкурса Мисс Никарагуа должны быть в возрасте от 18 до 25 лет, не быть замужем и не иметь детей. К началу конкурса выбираются 16 претенденток. Конкурс обычно проходит в Манагуа.

## Победительницы конкурса

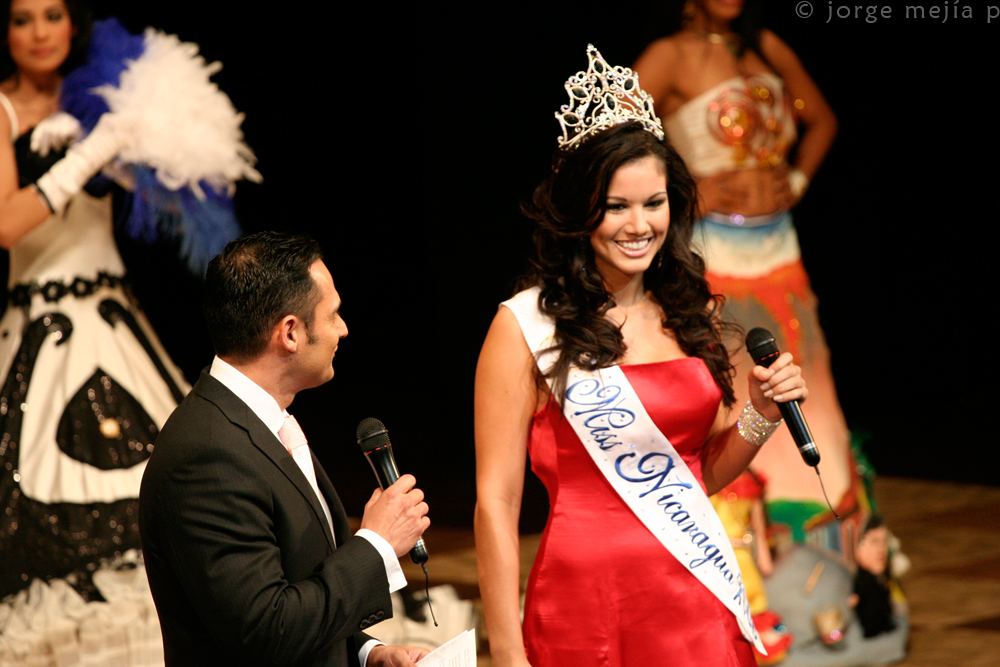
Кристиана Фриксионе на конкурсе Мисс Никарагуа 2007 прошедшем в Teatro Nacional Rubén Darío в Манагуа 17 марта 2007

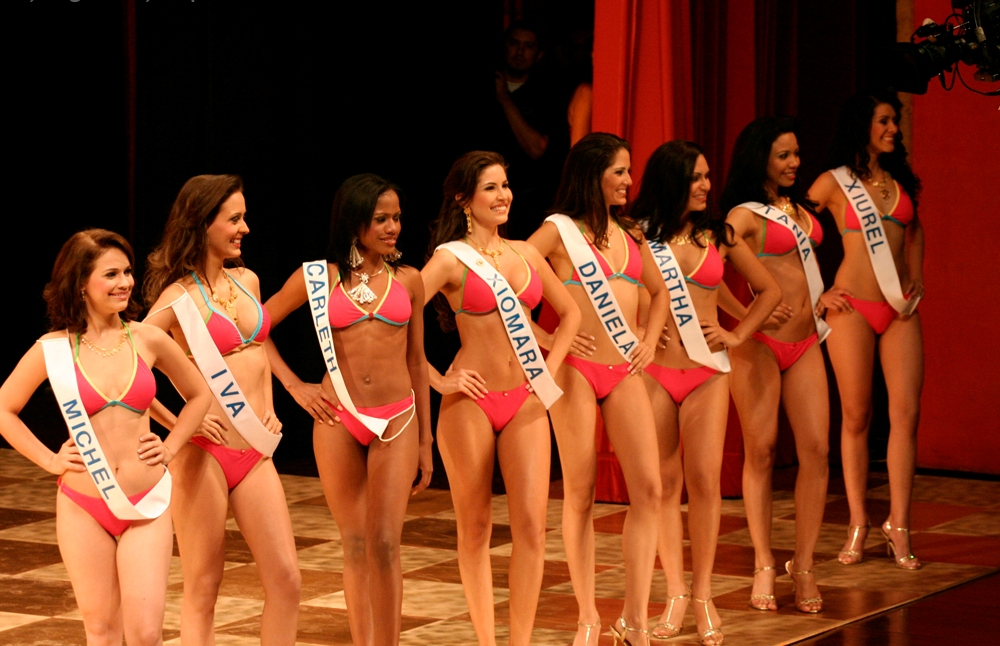
Участницы Мисс Никарагуа 2007

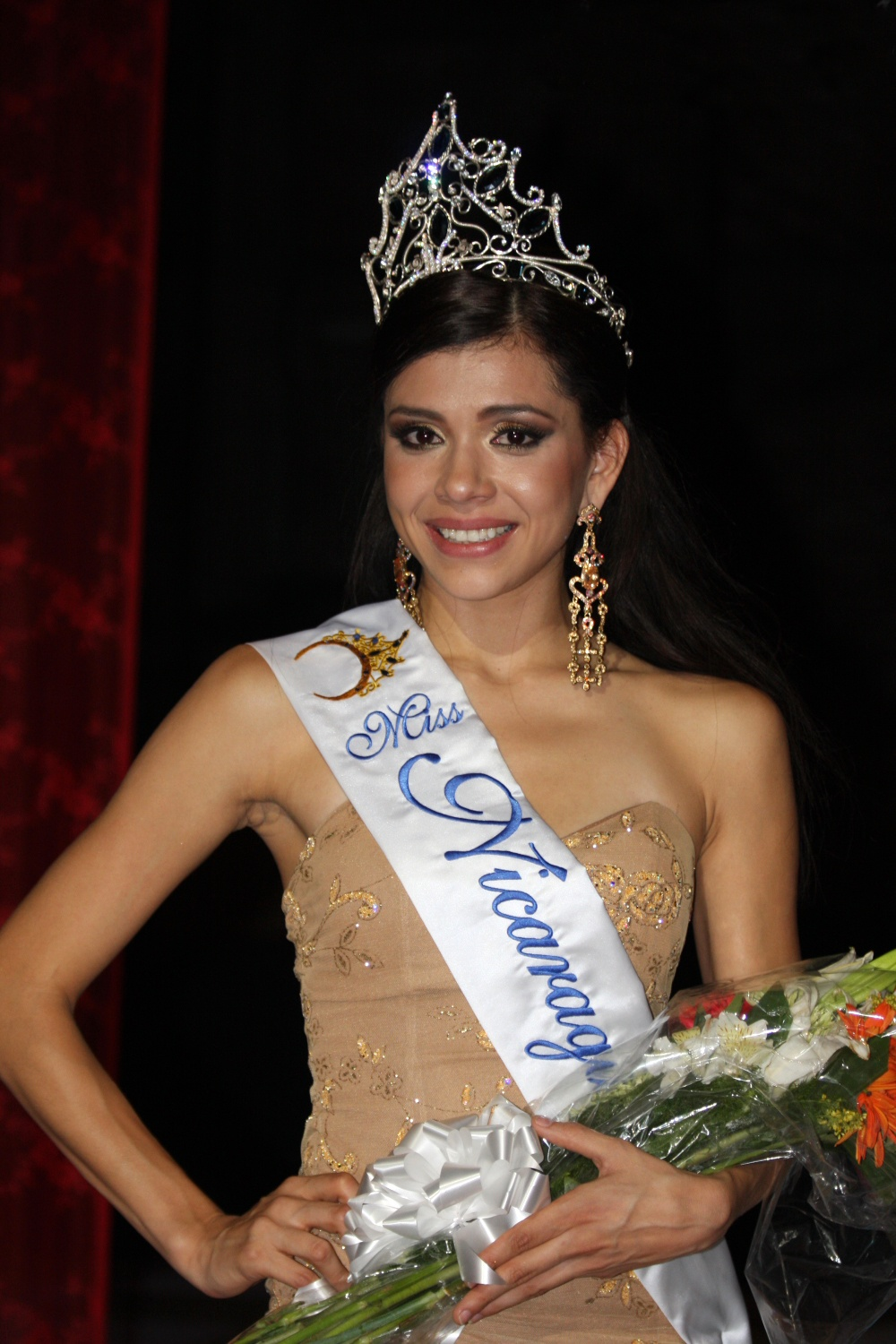
Мисс Никарагуа 2009

| Год  | Победительница |
| ---- | --- |
| 1955 | Роза Аргентина Лакайо |
| 1963 | Леда Санчес |
| 1968 | Марджин Дэвидсон- (Финалистка- Мисс Мира 1968                                                                                       |
| 1969 | Сорайя Эррера Чавес |
| 1970 | Сьомара Пагуага Родригес |
| 1973 | Ана Сесилия Саравия Лансас |
| 1974 | Франсис Дуарте |
| 1975 | Аида Марица Санчес |
| 1979 | Патрисия Суареч |
| 1976 | Ивания Наварро Гение- (Победительница- Miss Teenage Intercontinental 1976)                                                          |
| 1977 | Беатрис Обрегон Лакайо- (Полуфиналистка- Мисс Вселенная 1977)                                                                       |
| 1978 | Клаудия Эррера Кортес |
| 1991 | Ана София Перейра (Победительница- Miss America Latina 1992)                                                                        |
| 1992 | Ида Патрисия Дилейни |
| 1993 | Луиса Амалия Уркуйо Лакайо (Полуфиналистка- Мисс Интерконтиненталь 1994) & (Top 20- Мисс Вселенная 1993)                            |
| 1995 | Линда Клерк Кастильо |
| 1997 | Лус Мария Эрдосия Санчес |
| 1998 | Клаудия Аланис |
| 1999 | Лилиана Пиларте |
| 2001 | Лихия Кристина Аргуэльо Роа (3-я вице-мисс — Мисс Мира 2001) & (13-я на Мисс Вселенная 2001)                                        |
| 2002 | Марианела Лакайо Мендоса- (Победительница- Miss Mundo Latino Internacional 2002) & (Мисс Интернешнл 2002-Полуфиналистка)            |
| 2003 | Клаудия Сальмерон Авилес |
| 2004 | Марифели Аргуэльо Сезар- (Полуфиналистка- Мисс Земля 2004) & (Победительница- Miss Expo World 2004)                                 |
| 2005 | Даниела Клерк Кастильо |
| 2006 | Кристиана Фриксионе- (Победительница- Miss World University 2006) & (1-я вице-мисс- Miss Italia nel Mondo 2007)                     |
| 2007 | Сьомара Бландино- (Top 10- Мисс Вселенная 2007)                                                                                     |
| 2008 | Тельма Родригес |
| 2009 | Индиана Санчес (2-е место в конкурсе национальный костюм на Мисс Вселенная 2009)(11-е место на конкурсе Nuestra Belleza Latina 2010 |
| 2010 | Шарлетт Аллен |

## Участницы конкурса Мисс Никарагуа
Победительница и финалистки представляют страну на международных конкурсах. Шарон Амдрор ,1-я вице-мисс конкурса Мисс Никарагуа 2006. Она выиграла конкурс Miss Ambar Mundial в 2006.
2 августа 2021 года Мисс Никарагуа 2017 Беренисе Кесада была выдвинута кандидатом в вице-президенты от оппозиционной партии Граждане за свободу. На следующий день после выдвижения Кесада подверглась домашнему аресту.